# Ernsthof (Oberbarnim)

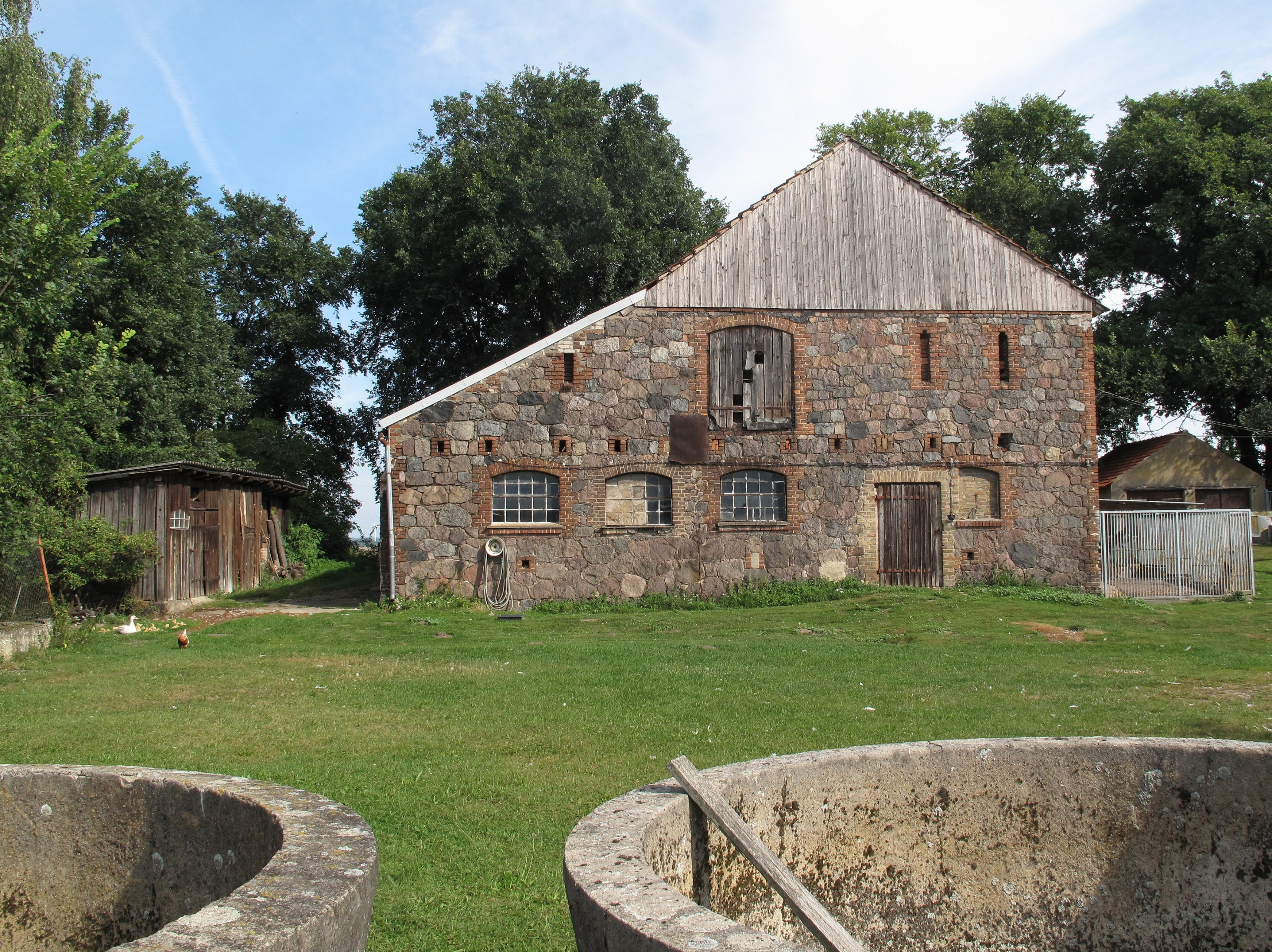
Feldsteinbau in Ernsthof im August 2012

Ernsthof ist ein Wohnplatz des Dorfes Grunow, eines Ortsteils der Gemeinde Oberbarnim im Brandenburger Landkreis Märkisch-Oderland im Naturpark Märkische Schweiz. Die Siedlung hat rund 200 Einwohner.
Ernsthof entstand 1833 als landwirtschaftliches Vorwerk von Grunow und wurde insbesondere zur Schafhaltung und zum Kartoffelanbau genutzt. Die Aufsiedlung erfolgte ab 1931. In der DDR-Zeit wurde das Vorwerk als Landwirtschaftliche Produktionsgenossenschaft (LPG) betrieben. Die aus der LPG hervorgegangene und in Ernsthof ansässige Agrar-Marketing-GmbH ist heute einer der größten Arbeitgeber im Gebiet des Amtes Märkische Schweiz. Die teils restaurierten, teils zerfallenen Feldsteinbauten des ehemaligen Vorwerks sind Teil der Oberbarnimer Feldsteinroute.

## Lage und Verkehrsanbindung
Eingebettet in die wellig-hügelige Feld- und Heckenlandschaft des eiszeitgeprägten Barnimplateaus, ist der Ort weitgehend von Offenland umgeben. Er liegt in der nordwestlichen Ecke des Naturparks Märkische Schweiz – die landschaftlichen und touristischen Hauptanziehungspunkte der Märkischen Schweiz beginnen allerdings erst rund 3,5 Kilometer südlich, insbesondere südwestlich Ernsthofs, sodass der Ort vom Naturparktourismus weitgehend unberührt bleibt.
Ernsthof befindet sich rund einen Kilometer westlich von Grunow direkt an der Bundesstraße 168, die nach Norden über Tiefensee nach Eberswalde und nach Süden über Fürstenwalde nach Cottbus führt. Im Westen grenzt die Gemarkung an Klosterdorf und im Süden an Bollersdorf, beides gleichfalls Oberbarnimer Ortsteile. Im Norden schließt sich der Prötzeler Ortsteil Prädikow an. Größere Orte in der Nähe sind Strausberg im Südwesten und Buckow im Südosten. Die Busverkehr Märkisch-Oderland (BMO) bindet Ernsthof mit den Linien 929 Strausberg↔Buckow und 937 Strausberg↔Neuhardenberg an den Öffentlichen Personennahverkehr an. Zudem ist Ernsthof an den beiden Wochenend- und Feiertagen mit der Ausflugslinie Märkische Schweiz A930 von den Bahnhöfen Strausberg oder Seelow aus zu erreichen.

## Geschichte

### Gründung 1833 und Namensgebung
Arnold Freiherr von Eckardstein (* 20. März 1782 Hann. Münden; † 8. August 1856) ließ das Vorwerk 1833 anlegen. Den Namen gab er dem Ernsthof nach seinem Vater und/oder erstgeborenen Sohn (1824–1899), die beide mit Vornamen Ernst hießen. Das Potsdamer Amtsblatt berichtete 1833:

„Dem von dem Baron von Eckardstein auf Prötzel, im Mittelpunkte an der von Tiefensee nach Müncheberg führenden neuen Chaussee erbauten neuen Vorwerke ist die Benennung Ernsthof beigelegt worden.“

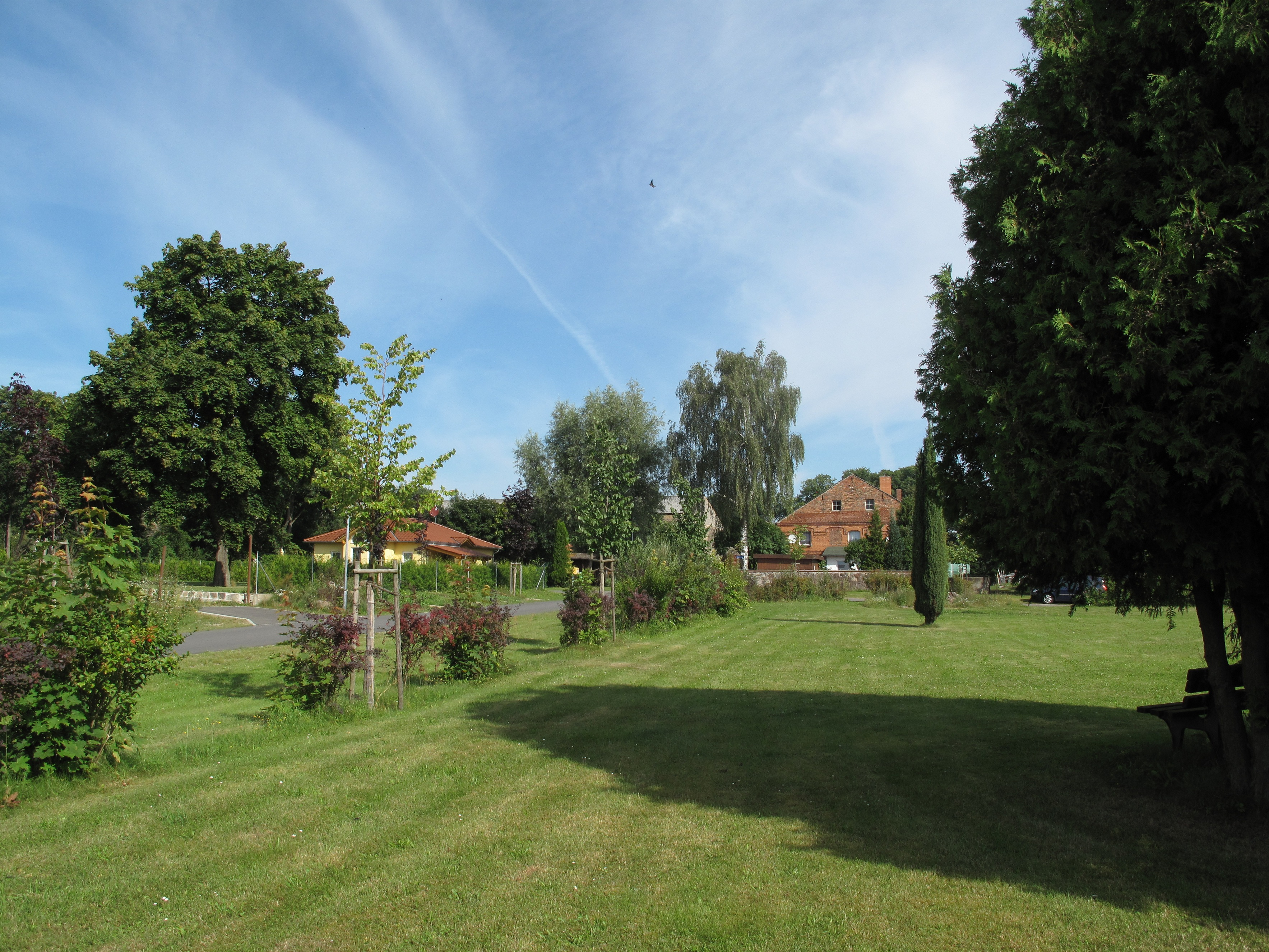
Dorfplatz

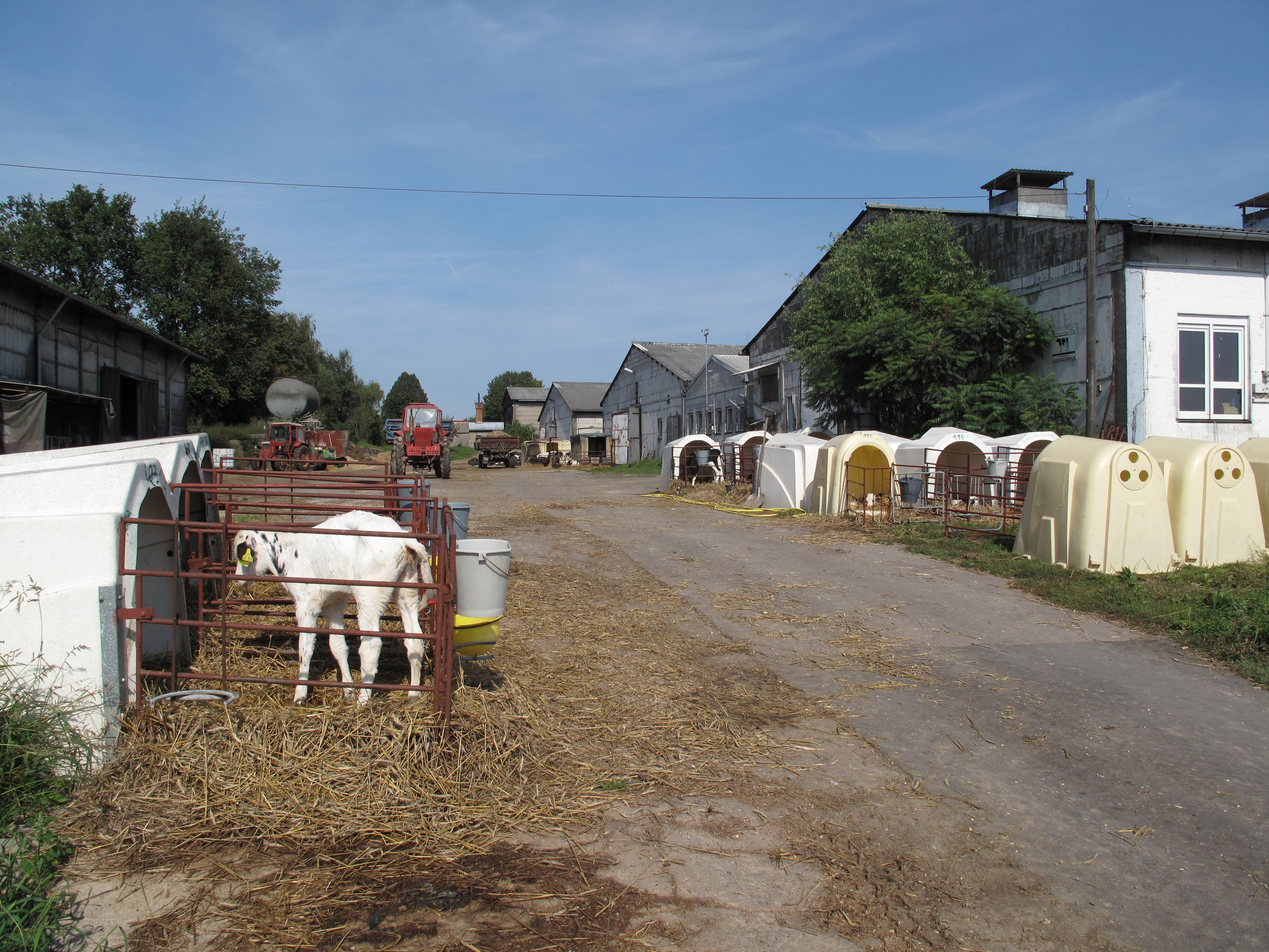
Landwirtschaftlicher Betrieb im Jahr 2012

Der Vater Arnolds, der Baron Ernst Jacob Freiherr von Eckardstein (* 26. April 1742 Hann. Münden; † 3. Juni 1803 Berlin), war 1799 als Kammerherr nach Berlin gegangen und am 11. Oktober 1799 von Friedrich Wilhelm III. in den Adelsstand erhoben worden. Um 1800 investierte Ernst Jakob 810.000 Reichstaler in den Erwerb und Ausbau verschiedener Güter auf dem Barnim, darunter Prötzel mit dem Schloss Prötzel, Prädikow, Grunow und Reichenow. Auf dem Reichenow benachbarten Rittergut Möglin hatte der Agrarreformer und Begründer der Agrarwissenschaft Albrecht Daniel Thaer 1806 die Landwirtschaftliche Akademie Möglin gegründet.

### Landwirtschaft
Inspiriert von Thaer, mit dem er befreundet war, führte Ernst Jakob Freiherr von Eckardstein auf seinen Gütern für die damalige Zeit moderne landwirtschaftliche Produktionsformen ein. So stellte Johann Gottlieb Koppe, bei Thaer ausgebildet und von 1814 bis 1830 Verwalter der Eckardsteinschen Ländereien, die Produktion von der Dreifelderwirtschaft auf Schlag- und Fruchtwechsel nach englischem Vorbild um. Im neuen Vorwerk Ernsthof konzentrierten sich die Eckardsteins auf die Schafhaltung und vor allem auf den Anbau und die Verarbeitung von Kartoffeln. 1835 bestand das Vorwerk aus Familienhäusern, Brennerei, zwei Schafställen, Rindviehstall und Holzstall.
Der Historiker Rudolf Schmidt trennte in seiner Darstellung der Herrschaft Eckardstein die Landgemeinde Grunow und das Gut Grunow, wobei er das Gut Grunow mit dem Gutsbezirk Ernsthof oder Vorwerk Ernsthof gleichsetzte. Danach hatte das Vorwerk 1860 126 und 1900 110 Einwohner. Die Ausdehnung des Vorwerks/Guts gibt Schmidt für 1900 mit 844 Hektar an. Der Viehbestand betrug in diesem Jahr: 656 Schafe, 102 Schweine, 83 Rinder, 25 Pferde, 91 Gänse, 15 Enten und 296 Hühner. An Fruchtbäumen wurden 419 Apfel-, 30 Birn-, 205 Pflaumen- und 540 Kirschbäume gelistet. 1905 soll Ernsthof nach Darstellung von Schmidt einen eigenen Friedhof bekommen haben, der allerdings heute nicht mehr existiert (Stand 2012).

### Aufsiedlung 1931 und DDR-Zeit
Ab 1931 wurde Ernsthof aufgesiedelt. 1934 verkauften die Eckardsteins die Güter Ernsthof und Kähnsdorf an die Landgesellschaft „Eigene Scholle“. Die Gesellschaft parzellierte das Gelände und siedelte 15 Familien aus Schwaben und Baden-Baden an, die insgesamt 20 Hektar Land bewirtschafteten. Zu dieser Zeit wurden die Siedlerhäuser an der Ringstraße erbaut. Eine Kirche und Schule erhielt der Ort nie – die Kinder gingen in Grunow zur Schule und für die Gottesdienste suchten die Ernsthofer die Dorfkirche Grunow auf, eine Feldsteinkirche aus dem 13. Jahrhundert. Zum Ende des Zweiten Weltkriegs zogen die Siedler in einem Treck nach Norden und fanden bei ihrer Rückkehr im Juli 1945 alles ausgebrannt vor.
In der sogenannten „Kollektivierungsphase“ der DDR zwischen 1952 und 1960 mit dem staatlich organisierten Zusammenschluss von privaten Betrieben zu genossenschaftlichen Großbetrieben entstand die Landwirtschaftliche Produktionsgenossenschaften (LPG). Bewohner, die sich der Zwangskollektivierung verweigerten, saßen angeblich jahrelang in Bautzen im Gefängnis, andere gingen in den Westen.

## Ernsthof im 21. Jahrhundert

### Landwirtschaft
Nach der Deutschen Wiedervereinigung wurde als Nachfolgeeinrichtung der LPG die „AMG Agrar- & Marketing GmbH Märkische Schweiz“ gegründet, die in Ernsthof eine Milchviehanlage betreibt und zu den größten Arbeitgebern des Amtes Märkische Schweiz gehört. Mit diesem Betrieb, einem Schäfer und mehreren Wiedereinrichtern erweist sich die Landwirtschaft auch heute noch als Haupterwerbszweig der Grunower und Ernsthofer Einwohner.

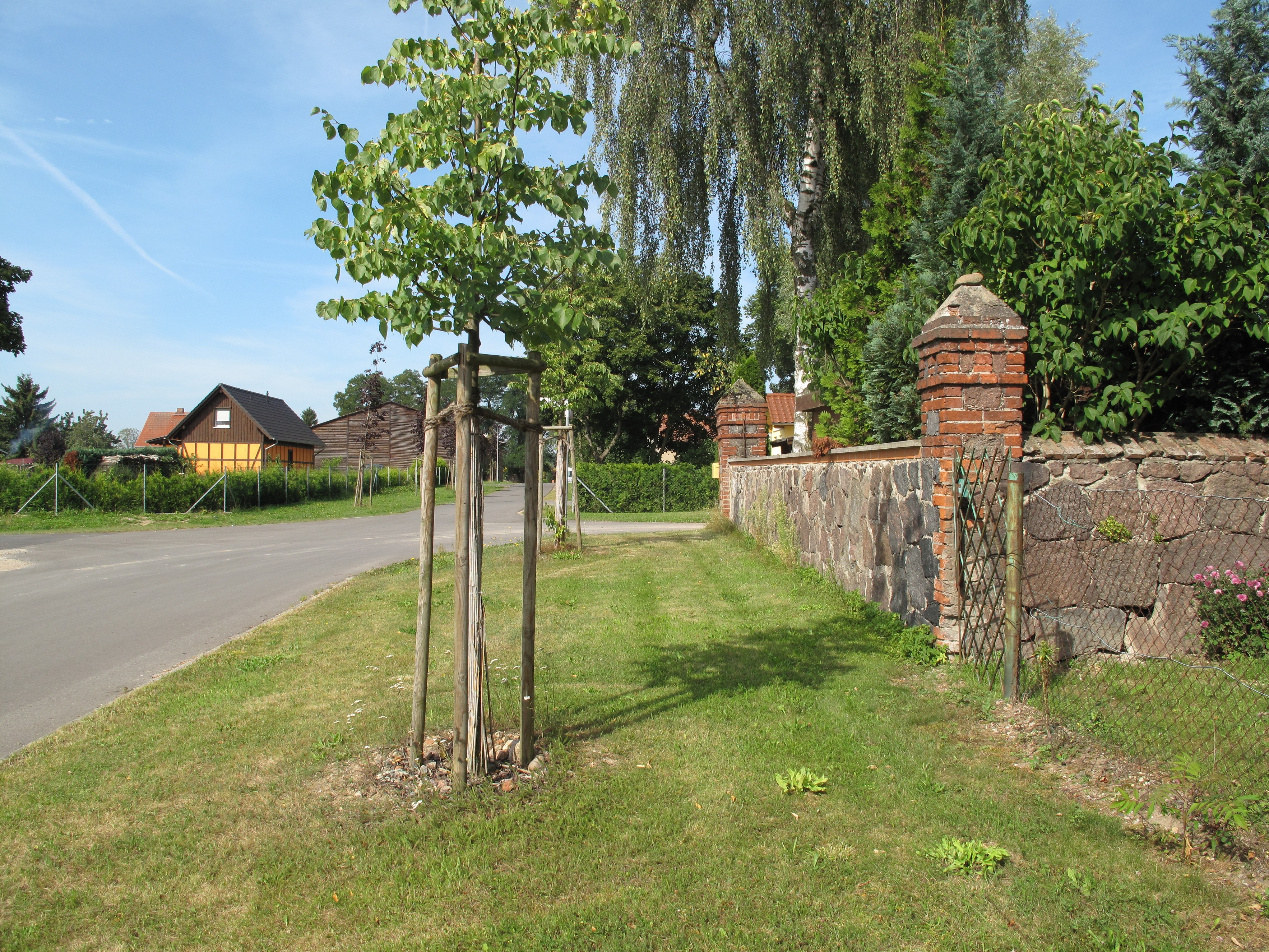
Feldsteinmauer

Seit dem 31. Dezember 2001 gehört Ernsthof mit Grunow zur neugebildeten Gemeinde Oberbarnim, deren Verwaltungsgeschäfte vom Amt Märkische Schweiz mit Sitz in Buckow erledigt werden. Die Einwohnerzahl Ernsthofs wurde 2006 mit 204 angegeben.

### Feldsteinkultur
Das ehemalige Vorwerk ist Teil der 2012 eröffneten Oberbarnimer Feldsteinroute, eines 41,5 Kilometer langen kultur- und bauhistorischen Weges auf den Spuren des Baumaterials Feldstein. Zum Ernsthof hebt die Routenbeschreibung hervor: Der alte Ortskern mit seinen Feldsteinbauten ist gut erhalten. Dieses Feldstein-Ensemble zeigt exemplarisch die Probleme beim Umgang mit den Hinterlassenschaften der Feldsteinkultur. Verfall der Gebäude und sorgfältige Restaurierung stehen sich in unmittelbarer Nachbarschaft gegenüber. Eine Informationstafel ergänzt unter dem Titel „Feldsteinkultur zwischen Glanz und Verfall“: Die Verarbeitung der Feldsteine durch Bohrspuren und Keilspuren ist an dem Stall- und Scheunengebäude gut zu erkennen. Mehrfach sind die gespaltenen Feldsteine wie Schmetterlingsflügel nebeneinander verarbeitet worden.